# Dicchi Long Range
I dicchi Long Range sono uno sciame di dicchi mafico risalente al Neoproterozoico, situato nella provincia di Terranova e Labrador, in Canada.
Lo sciame consiste di una grande provincia ignea estesa su un'area di 105.000 km² che si formò circa 620 milioni di anni fa quando il cratone Laurentia si separò dalla Baltica. La formazione dello sciame potrebbe essere avvenuta in concomitanza con l'apertura dell'antico Oceano Giapeto, il progenitore dell'attuale Oceano Atlantico.
Il Long Range è il più antico di una serie di eventi magmatici avvenuti lungo il bordo orientale della Laurentia tra 620 e 560 milioni di anni fa, prima dell'apertura dell'Oceano Giapeto. Può essere collegato al magmatismo nella Baltica, allo sciame di dicchi basaltici di Egersund in Norvegia e agli sciami di dicchi della Baltoscandia. 
Fu seguito 590 milioni di anni fa dallo sciame dell'orogenesi di Grenville, nell'Upstate New York (la porzione settentrionale dello Stato di New York), collegata con la separazione dal cratone Amazzonico e con l'intrusione stratificata di Sept-Îles, nel Quebec, risalente a 563 milioni di anni fa; quest'ultima è coeva con la grande provincia ignea dei Monti Catoctin, e associata alla frammentazione del microcontinente Dashwood nella parte occidentale dell'isola Terranova.